# Drapelul Vaticanului

Proporțiile steagului - 1:1

Drapelul Vaticanului este format din două benzi verticale, una aurie (în partea catargului) și una albă, cu cheile Sfântului Petru intersectate în formă de cruce și Tiara papală centrată deasupra.
Steagul reprezentând Sfântul Scaun este identic cu cel al statului Vatican.

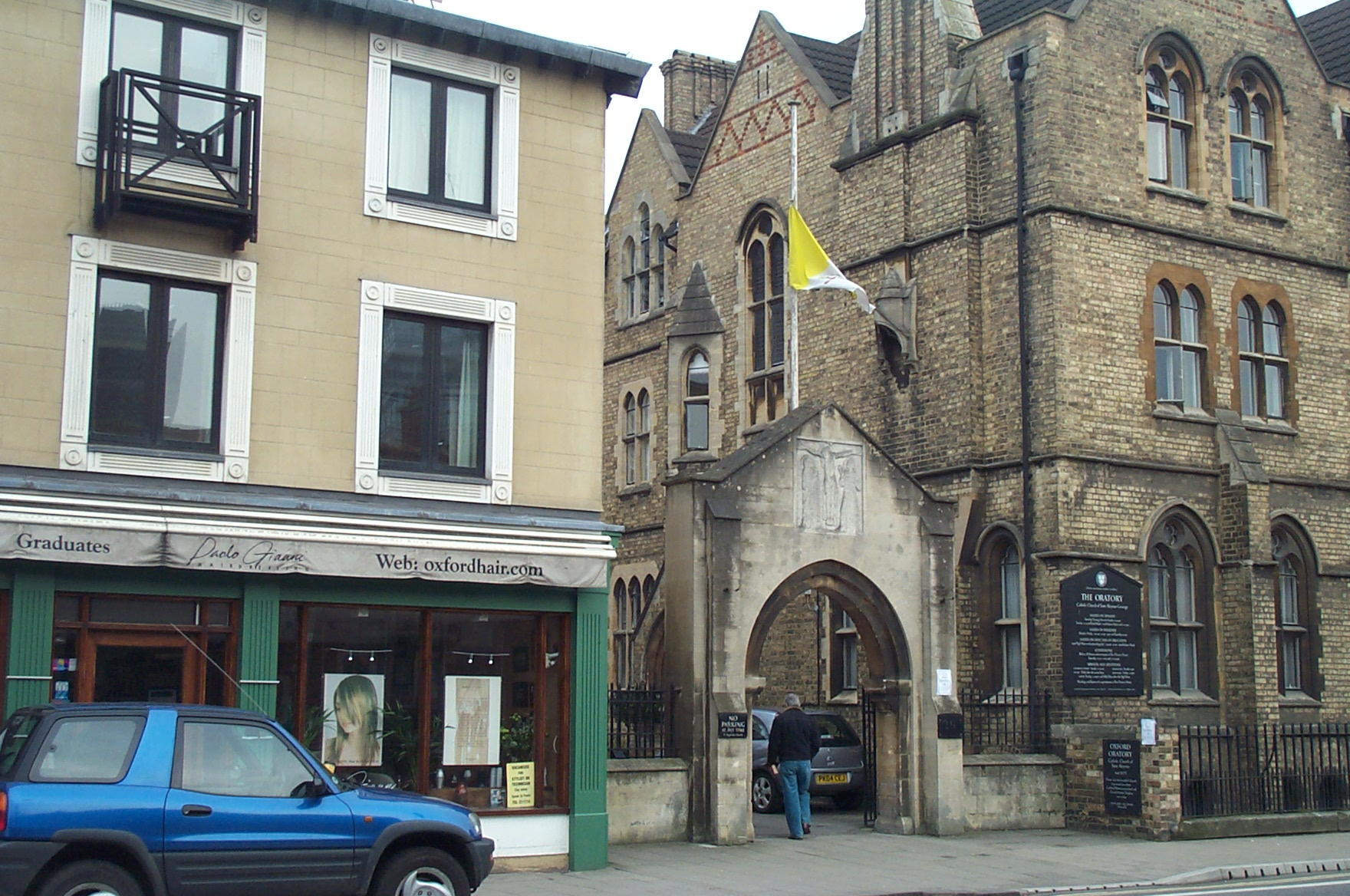
Oratoriul bisericii Sfântul Aloisiu Gonzaga de la Oxford cu steagul Sfântului Scaun fluturând în bernă, o zi după decesul papei Ioan Paul al II-lea

## Steaguri anterioare
Mai demult Statele Papale aveau un drapel cu partea stângă roșie, iar dreapta galbenă (până în 1808), respectiv stânga de culoare galbenă, iar dreapta albă, însă fără stemă (1808-1870).

înainte de 1808
1808-1870